# Det (film, 2017)
Det (originaltitel: It: Chapter One) är en amerikansk skräck-dramafilm från 2017, regisserad av Andy Muschietti och skriven av Chase Palmer, Cary Fukunaga och Gary Dauberman, baserad på romanen med samma namn av Stephen King. Filmens huvudantagonist spelas av svensken Bill Skarsgård.
Filmen hade biopremiär i USA den 8 september 2017 och i Sverige den 13 september samma år. Uppföljaren Det: Kapitel 2 hade premiär i Sverige den 6 september 2019.

## Handling
Filmen startade i slutet av oktober år 1988. Bill Denbrough, som stammar, ger sin 7-åriga lillebror Georgie en pappersbåt. Georgie leker med pappersbåten genom att låta den flyta i rännstenen längs med gatorna i Derry men blir besviken när den åker ner i en avloppsbrunn. När han försöker hämta tillbaks den så möts han av en clown som kallar sig Pennywise den dansande clownen. Clownen lurar Georgie att ta båten och grabbar tag i hans arm och biter av den innan han drar ner Georgie i avloppsbrunnen.
Nästa sommar så blir Bill och hans vänner, uppkäftige Richie Tozier, hypokondriska Eddie Kasprak och skygge Stan Uris mobbade av Henry Bowers och hans gäng. Bill, som fortfarande är bekymrad över sin brors försvinnande tror att hans brors kropp kan ha flutit längs med avloppet och ut i ödemarkerna även kallad The Barrens. Han ber hjälp av sina vänner för att kolla upp det, i tron med att Georgie kanske fortfarande lever.
"Den nya ungen" Ben Hanscom får veta i en bok på biblioteket att Derry har plågats av mord, försvinnande och massor av olyckor genom tiderna och att massor av barn försvunnit. Han blir lockad ner i källaren av en ballong och följer ett spår av rykande ägg. Han möter en huvudlös halvt ihjälbränd pojke som jagar honom innan det visar sig att det är Pennywise som sedan försvinner. Ben blir sen ett mål för mobbaren Bowers på grund av hans övervikt men lyckas fly och möter Bill och hans gäng i The Barrens. De hittar en sko från en försvunnen flicka och en medlem i Bowers gäng, Patrick Hockstetter, blir dödad av Pennywise i avloppen.
Beverly Marsh (mobbad på grund av ett rykte om henne) blir också medlem i gruppen. Senare blir de vän med afroamerikanen Mike Hanlon som blev jagad av Bowers men han blir besegrad i en stenstrid. De inser att alla i gruppen har stött på skräckinjagande saker i olika former: för Stan är det en läskig målning, för Mike är det hans döda föräldrar, för Eddie en spetälsk, för Ben en huvudlös pojke, för Beverly ett handfat som sprutar blod, för Bill Georgies spöke och för Richie en ond clown.
Gruppen, som nu kallar sig Losers Club, inser att alla blir terroriserade av samma övernaturliga väsen. De är övertygade om att Pennywise (kallad för Det) är ett monster som tar formen av det barn är rädda för, vaknar vart 27:e år, äter upp barnen i Derry innan Det går i dvala. Det använder rören för att kunna förflytta sig i staden och alla slutar vid det övergivna och läskiga huset vid 29 Neibolt Street. 
Efter att de blivit attackerade och kommit undan från Pennywise ger sig gruppen av mot huset. Bill, Richie och Eddie går in men blir separerade och terroriserade av Pennywise i olika skepnader. Eddie bryter sin arm innan han konfronteras med clownen som börjar att äta honom men blir stoppad av Bill och Richie. Pennywise skrämmer Bill genom att prata om vad han gjorde med Georgie. Det attackerar båda pojkarna men blir huggen i huvudet av Beverly. Gruppen återsamlas och tar skydd från Pennywise som tagit formen av en varulv. Det klöser Ben i magen innan den flyr genom avloppsbrunnen. Gruppen splittras men Bill och Beverly är de som vill bekämpa Det.
Några veckor senare, efter att Beverly har dödat sin far som försökte våldta henne så blir hon kidnappad av Pennywise. Bill kallar på killarna för att återvända till Neibolt huset och rädda henne. Bowers, som har dödat sin far efter att har blivit driven till vansinne av Det, attackerar gruppen. Mike knuffar ner honom för brunnen och han faller mot sin troliga död. Gruppen hittar Dets håla som innehåller ett torn gjort av gamla cirkusgrejer och leksaker från de försvunna barnen som flyter högt uppe i luften. Gruppen finner Beverly i ett katatoniskt tillstånd, efter att Pennywise visade sitt sanna jag för henne i form av Dödsljuset. Hon blir normal efter att Ben kysst henne.
Bill möter Georgie men inser att det är Pennywise i förklädnad. Pennywise attackerar gruppen och tar Bill som gisslan och erbjuder sig att skona de andra om de låter Det äta Bill. De nekar detta och attackerar Det. Trots sitt försök att använda deras rädslor emot dem så blir Pennywise dödligt sårad av Losers Club och får höra av Bill att Det kommer svälta under dess dvala för att Det nu är själv rädd. Medveten om att Det inte har någon makt över dem så flyr Pennywise via ett stort bottenlöst hål. Bill ser en regnjacka som tillhörde Georgie och accepterar sin brors död samtidigt som hans vänner omfamnar honom.
Vid sommarens slut berättar Beverly att hon hade en vision när hon var i katatoniskt tillstånd. Hon såg vuxna versioner av dem som stred mot varelsen och besegrade den en gång för alla. Gruppen svär ett blodslöfte att om Det någonsin skulle återvända så skulle de också komma tillbaka och besegra den. Mike, Stan, Eddie, Ben och Richie tackar farväl och ger sig av.
Beverly berättar för Bill att hon flyttar och ska bo hos sin mormor. Hon börjar gå iväg men Bill visar sina känslor för henne och de kysser varandra.

## Rollista
| - Jaeden Lieberher – William "Bill" Denbrough - Wyatt Oleff – Stanley "Stan" Uris - Jeremy Ray Taylor – Benjamin "Ben" Hanscom - Sophia Lillis – Beverly "Bev" Marsh - Finn Wolfhard – Richard "Richie" Tozier - Jack Dylan Grazer – Edward "Eddie" Kaspbrak - Chosen Jacobs – Michael "Mike" Hanlon - Bill Skarsgård – Det / Pennywise - Nicholas Hamilton – Henry Bowers, ledare för ett gäng mobbare - Owen Teague – Patrick Hockstetter, medlem i Bowers gäng - Jackson Robert Scott – George "Georgie" Denbrough, Bills lillebror - Stephen Bogaert – Alvin Marsh, Beverlys far | - Logan Thompson – Victor "Vic" Criss, medlem i Bowers gäng - Jake Sim – Reginald "Belch" Huggins, medlem i Bowers gäng - Stuart Hughes – Oscar "Butch" Bowers, Henrys far - Javier Botet – Hobo - Tatum Lee – Judith - Molly Atkinson – Sonia Kaspbrak, Eddies mor - Steven Williams – Leroy Hanlon, Mikes farfar - Geoffrey Pounsett – Zach Denbrough, Bills far - Pip Dwyer – Sharon Denbrough, Bills mor - Ari Cohen – Rabbi Uris, Stanleys far - Megan Charpentier – Greta Keene |

## Mottagande

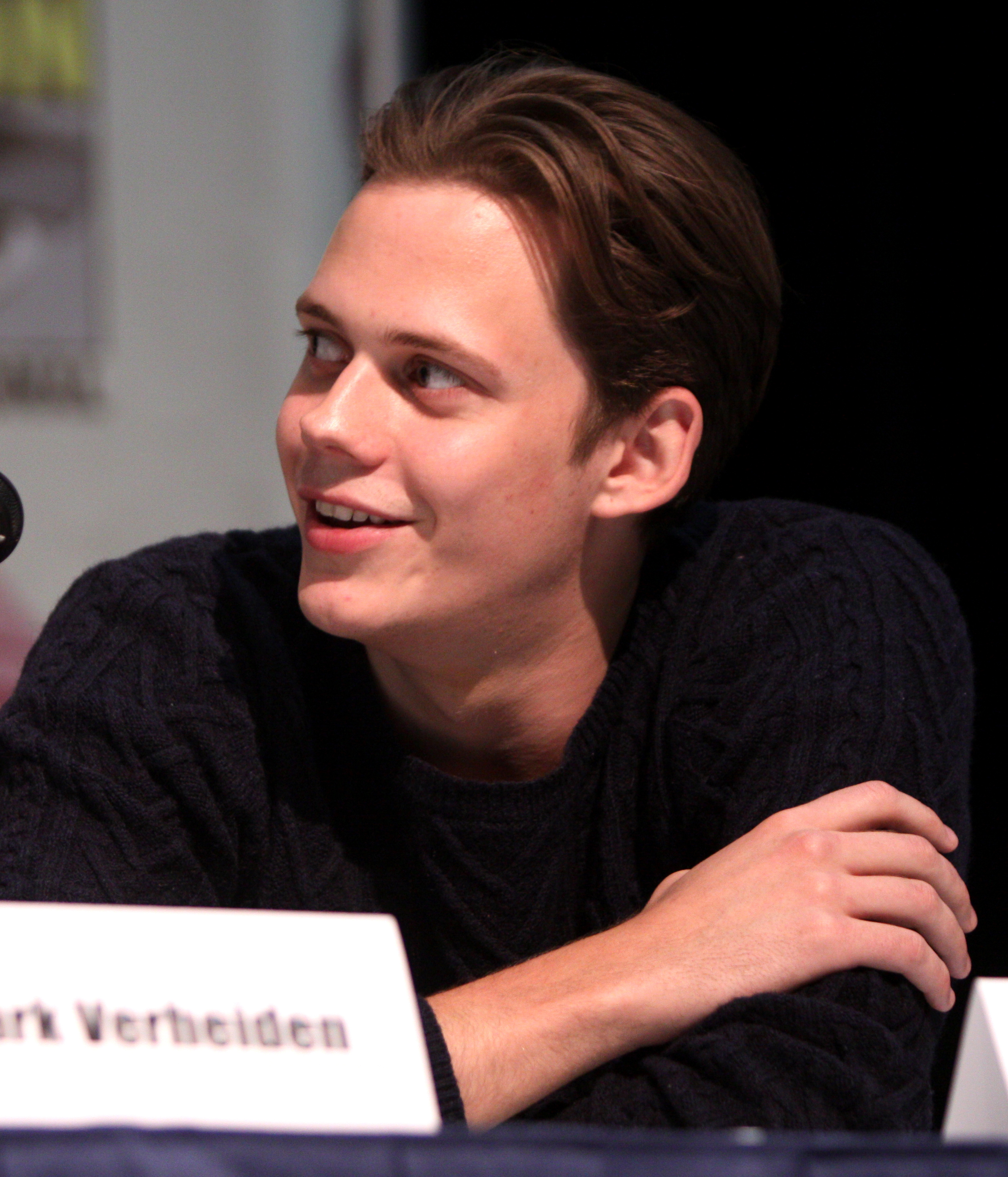
Bill Skarsgård hyllades av kritiker och publiken för sin rolltolkning av Pennywise.

Det möttes mestadels av positiva recensioner av kritiker, särskilt för Bill Skarsgårds och de yngre skådespelarnas prestation, Andy Muschiettis regi, fotografin, musiken, och för filmens trofasthet till förlagan. Dock kritiserade vissa på filmens användning av "jump scares". På Rotten Tomatoes har filmen ett medelbetyg på 85%, baserad på 288 recensioner, och ett genomsnittsbetyg på 7,2 av 10. På Metacritic har filmen genomsnittsbetyget 70 av 100, baserad på 48 recensioner. Stephen King själv hyllade Bill Skarsgårds insats i filmen och sa bland annat att "Skarsgård är fantastisk".
Det har också blivit den mest inkomstbringande skräckfilmen genom tiderna ända sen Exorcisten kom ut.